# Antoni Cerdà Tarongí
Antoni Cerdà Tarongí (Algaida, 8 d'agost de 1944 - Palma, 19 de febrer de 2013) va ser un ciclista balear, que va combinar tant el ciclisme en ruta com en pista.
Va guanyar diferents campionats d'Espanya i va quedar tercer al Campionat del món de stayer amateur celebrat a Leicester el 1970.
Un cop retirat es va dedicar a entrenar nous ciclistes, i va arribar a ser seleccionador espanyol en pista.

## Palmarès en ruta
- 1963
  - Campió Balear de fons en carretera
- 1965
  -  Campió d'Espanya per regions (amb Gabriel Mascaró, Bartomeu Pou i Francesc Julià)
  - 1r al Cinturó ciclista internacional de Mallorca i vencedor d'una etapa
- 1969
  - 3r a la Volta a Aragó

## Palmarès en pista
- 1970
  -  Medalla de bronze al campionat de Mig fons darrere moto amateur
  -  Campió d'Espanya de darrere motocicleta
- 1971
  -  Campió d'Espanya de darrere motocicleta